# Rzjev

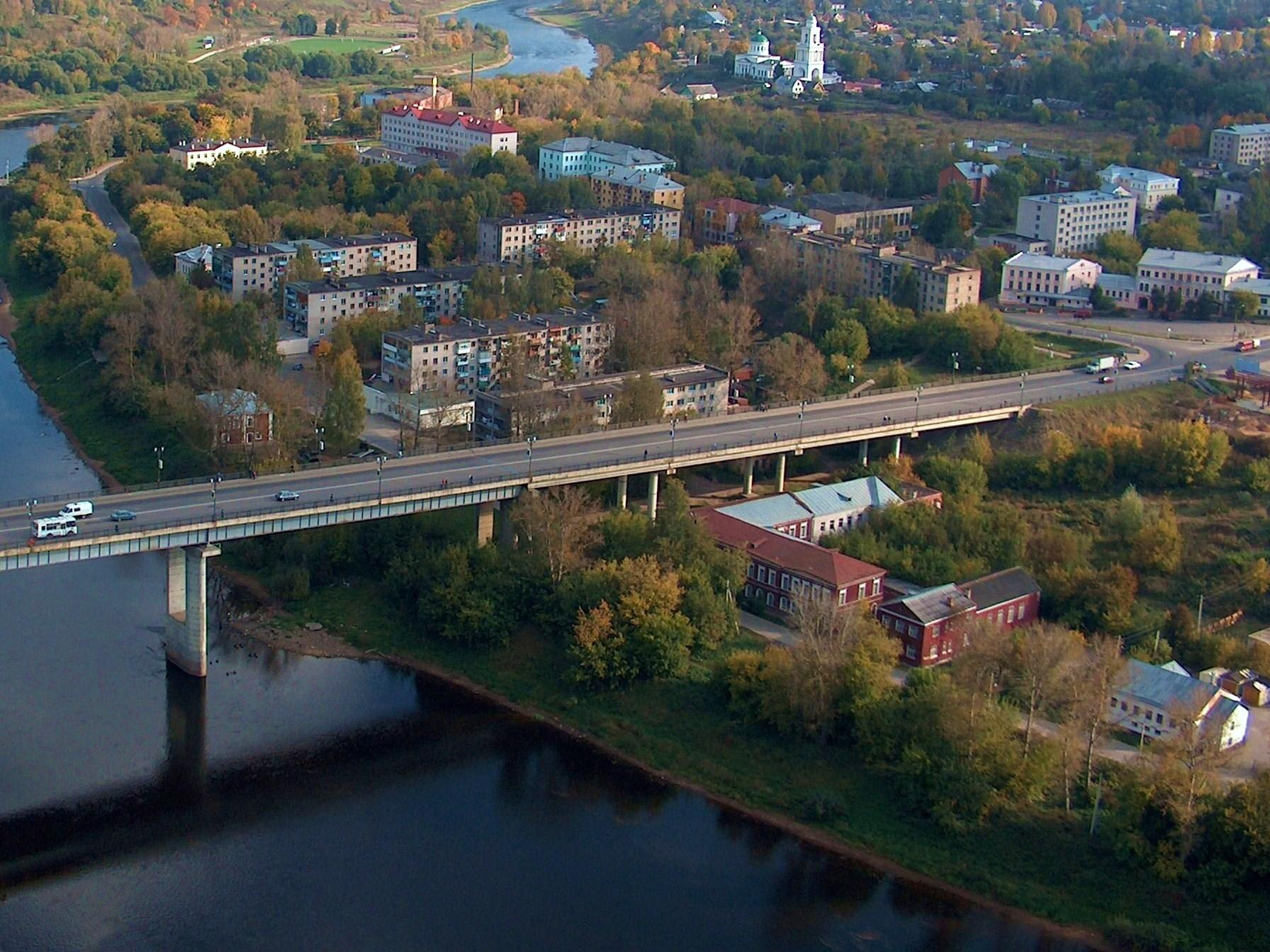
Centrala Rzjev, längs Volga.

Rzjev (ryska Ржев) är en stad i Tver oblast i västra Ryssland, nära floden Volgas källor, på vägen och järnvägen mellan Moskva och Riga. Folkmängden uppgick till 60 334 invånare i början av 2015. Staden nämndes i republiken Novgorods lagtexter redan år 1019.